# Marco Eneidi
Marco Eneidi  (* 1. November 1956 in Portland, Oregon; † 24. Mai 2016 in Pleasanton, Kalifornien) war ein US-amerikanischer Altsaxophonist des Free Jazz und der Neuen Improvisationsmusik.

## Leben und Werk
Eneidi wuchs in San Franciscos Bay Area auf und begann zunächst im Alter von neun Jahren mit dem Klarinettenspiel; später lernte er Gitarre und Bass. Als Jugendlicher spielte er  Dixieland Jazz in einer lokalen Pizzeria. Er wechselte dann zum Saxophon, entschied sich Berufsmusiker zu werden und zog 1981 nach New York City, wo er den Avantgarde-Saxophonisten Jemeel Moondoc und dessen damalige Bandmitglieder Dennis Charles, Roy Campbell und William Parker kennenlernte. Danach arbeitete er mit Cecil Taylor, Dewey Redman und Bill Dixon. 1987 gründete Eneidi sein eigenes Plattenlabel Botticelli, auf dem vorwiegend seine eigenen Alben erschienen, auf denen er mit William Parker, Lisle Ellis, Wilber Morris, Jackson Krall, Glenn Spearman und Wadada Leo Smith sowie der Fagottspielerin Karen Borca spielte. Eneidi wirkte außerdem an Aufnahmen von Bill Dixon (1985), William Parker (1997), Glenn Spearman (1995) mit und arbeitete zudem mit Paul Lovens, Georg Gräwe, Ken Vandermark, Damon Smith, Butch Morris, Peter Brötzmann, Han Bennink, Andrew Cyrille, Bertram Turetzky und Sabu Toyozumi. 1995 kehrte er nach Kalifornien zurück und gründete mit Glenn Spearman das Creative Music Orchestra, schließlich das American Jungle Orchestra. 2002 trat er live mit Peter Brötzmann auf (Live at Spruce Street Forum). Seit November 2004 lebte er für knapp zehn Jahre in Wien, wo er u. a. im September 2005 das Neu New York/Vienna Institute of Improvised Music gegründet hat, das seitdem jeden Montag im Club Celeste jammte und in Form der Monday-Improvisers-Session an selber Stelle weiterwirkt. Die letzten Jahre verbrachte Eneidi überwiegend in Mexiko und den USA, tourte mit verschiedenen Projekten aber auch in Europa.

## Diskographische Hinweise
- Vermont Spring (Botticelli, 1987)
- Final Disconnect Notice (Botticelli, 1994) mit Karen Borca, William Parker, Wilber Morris, Jackson Krall
- Cherry Box (Eremite, 1998) mit William Parker, Donald Robinson
- American Roadwork (CIMP, 2004) mit Lisle Ellis, Pater Valsamis
- Vinny Golia, Marco Eneidi, Lisa Mezzacappa, Vijay Anderson: Hell-Bent in the Pacific (NoBusiness, 2012)
- Marco Eneidi / Peter Kowald / Damon Smith / Spirit: Ghetto Calypso (NotTwo, 2018)